# Vidikovac
Vidikovac (en serbe cyrillique : Видиковац) est un quartier de Belgrade, la capitale de la Serbie. Il est situé dans la municipalité urbaine de Rakovica. Au recensement de 2002, il comptait 16 098 habitants.
En serbe, le nom du quartier signifie « la vigie ».

## Emplacement

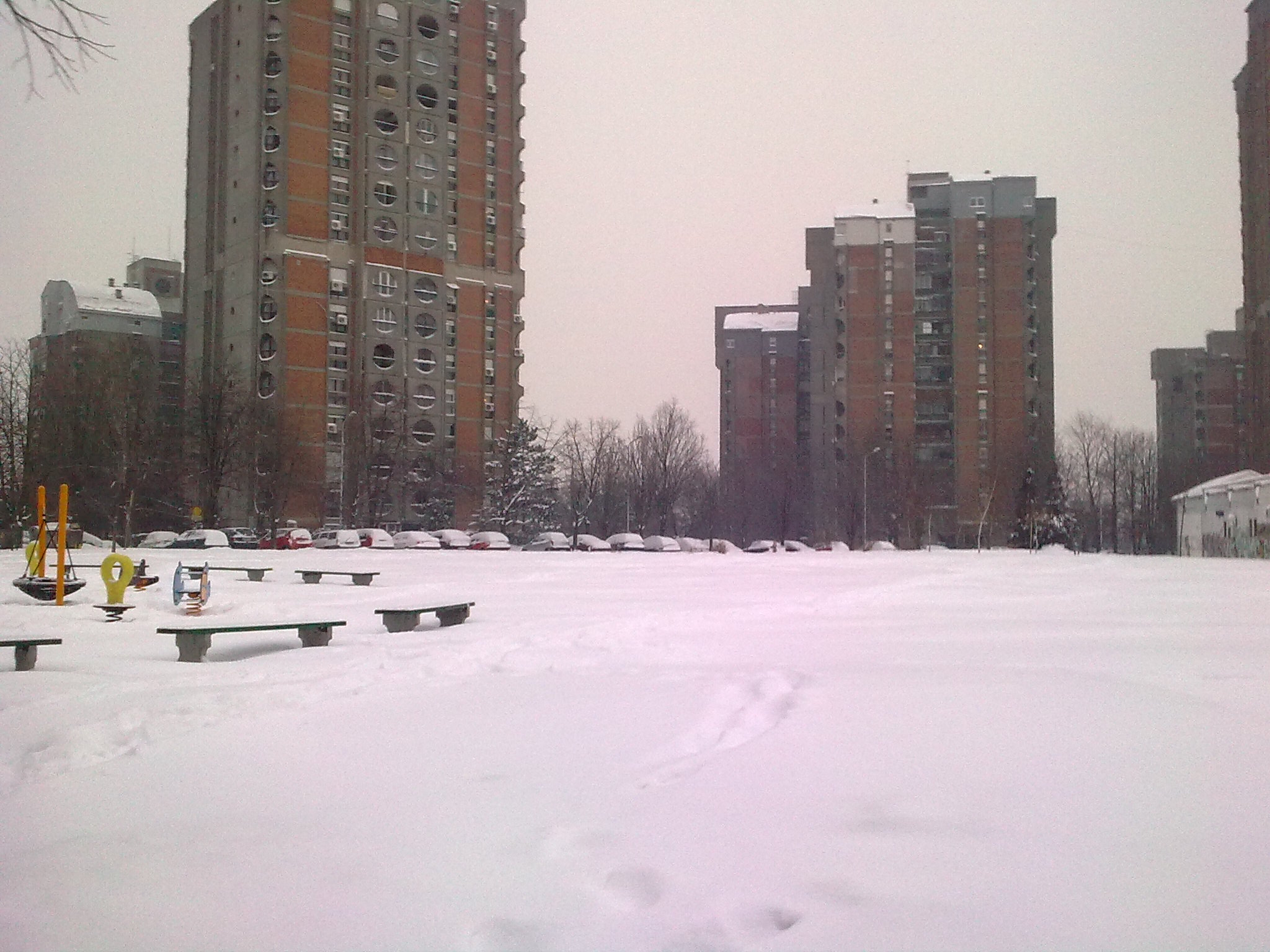
Autre vue de Vidikovac

Vidikovac est situé sur le sommet d'une colline qui porte le même nom, à l'est de la municipalité de Rakovica et à la limite de la municipalité de Čukarica, le long de l'Ibarska magistrala, la « route de l'Ibar ». Le quartier est entouré par les quartiers de Rakovica à l'ouest, Kneževac au sud, Labudovo brdo plus au sud et Cerak Vinogradi au nord. L'ouest du quartier, au-delà de l'Ibarska magistrala, n'est pas urbanisé.

## Caractéristiques
Vidikovac possède un ensemble de gratte-ciel qui peuvent atteindre 19 étages ; ils sont inscrits dans des cercles concentriques, eux-mêmes intégrés dans les cercles plus vastes que forment les rues. Les artères principales du quartier sont Vidikovački venac et la rue Patrijarha Joanikija. L'Ibarska magistrala et la rue Pilota Mihaila Petrovića bordent le quartier.
Le quartier, principalement résidentiel, a développé un secteur commercial dans les années 1990.

## Vidikovačka padina

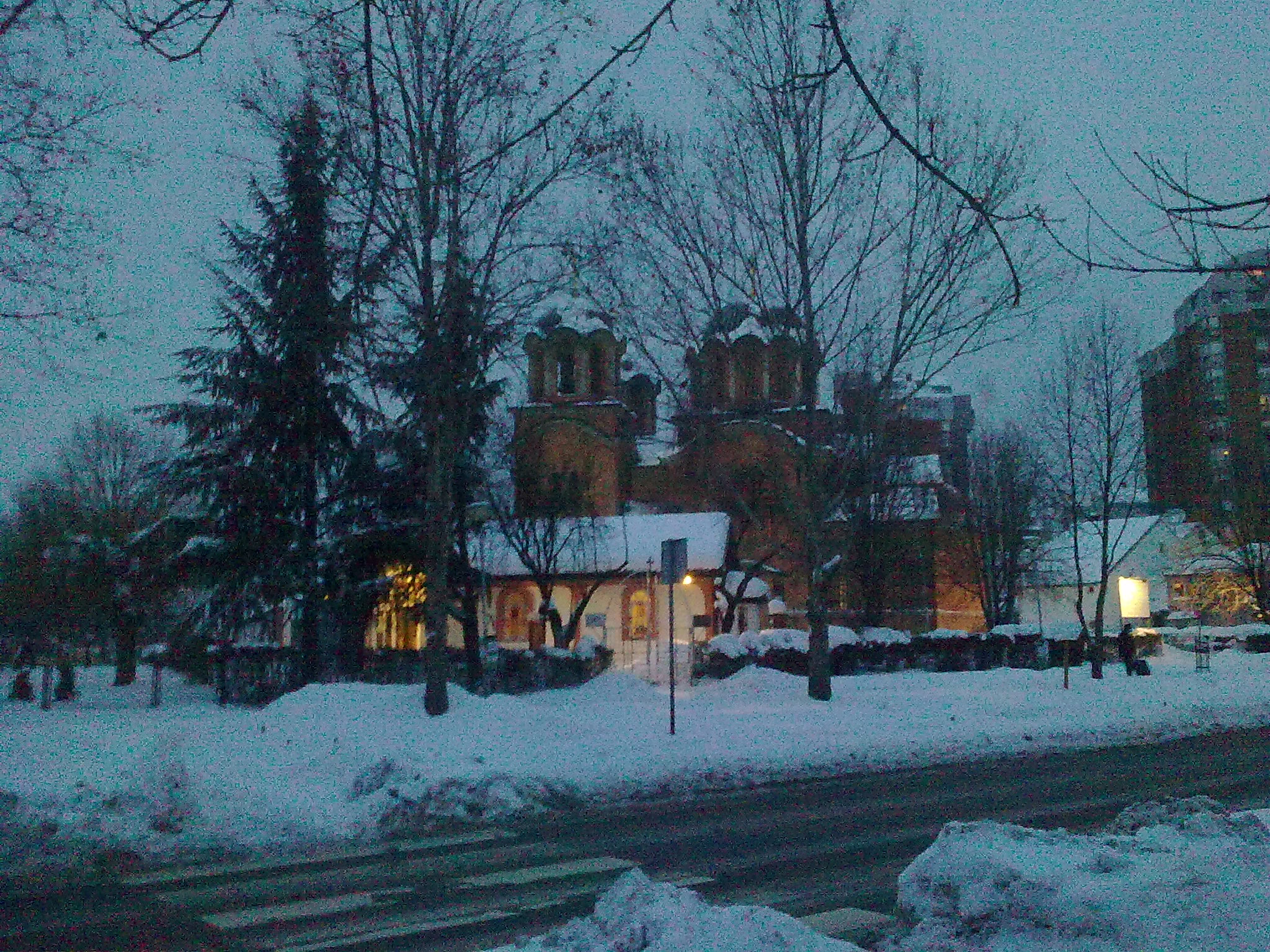
L'église de la Transfiguration

Vidikovačka padina est une extension de Vidikovac située sur les pentes est et sud-est de la colline ; cette situation lui a donné son nom, padina signifiant « la pente ». Le quartier relie Vidikovac à ceux de Rakovica (au nord) et de Kneževac, de l'autre côté de la Topčiderska reka. Les deux rues principales de ce quartier portent les noms de Kneževačka et Slavka Rodića

## Église
L'église de la Transfiguration, située 23a Vidikovački venac, a été construite dans les années 1920.

## Éducation
Le quartier abrite l'école maternelle Duško Radović, installée au n° 73a Vidikovački venac ; l'école élémentaire Branko Ćopić se trouve au n° 73 de la même rue.

## Transports
Vidikovac sert de terminus à plusieurs lignes de bus de la société GSP Beograd, soit les lignes 23 (Karaburma II – Vidikovac), 53 (Zeleni venac – Vidikovac), 89 (Vidikovac – Čukarička padina – Novi Beograd Blok 61) et 521 (Vidikovac – Bora Kečić). On peut aussi y emprunter les lignes 37 (Gare de Pančevački most – Kneževac), 50 (Ustanička – Banovo brdo), 56 (Zeleni venac – Petlovo brdo) et 59 (Slavija – Petlovo brdo).